# Geologie Österreichs
Die Geologie Österreichs ist aufgrund seiner geologischen Entstehungsgeschichte sehr vielgestaltig. Die Landschaften Österreichs spiegeln diese geologische Vielgestalt wider: von den gerundeten, aber massiven Formen des Mühl- und Waldviertels über die fruchtbaren Ebenen der Donauniederung, des Weinviertels und von Niederösterreich bis zu den jäh aufragenden Alpen sind die österreichischen Landschaften unmittelbarer Ausdruck erdgeschichtlicher Prozesse, die fast eine Milliarde Jahre zurückreichen.

## Geologische Unterteilung
Österreich lässt sich nach den vorkommenden Gesteinsarten in mehrere geologische Zonen unterteilen. Diese Zonen weisen jeweils ähnliches Gestein und Aussehen auf.

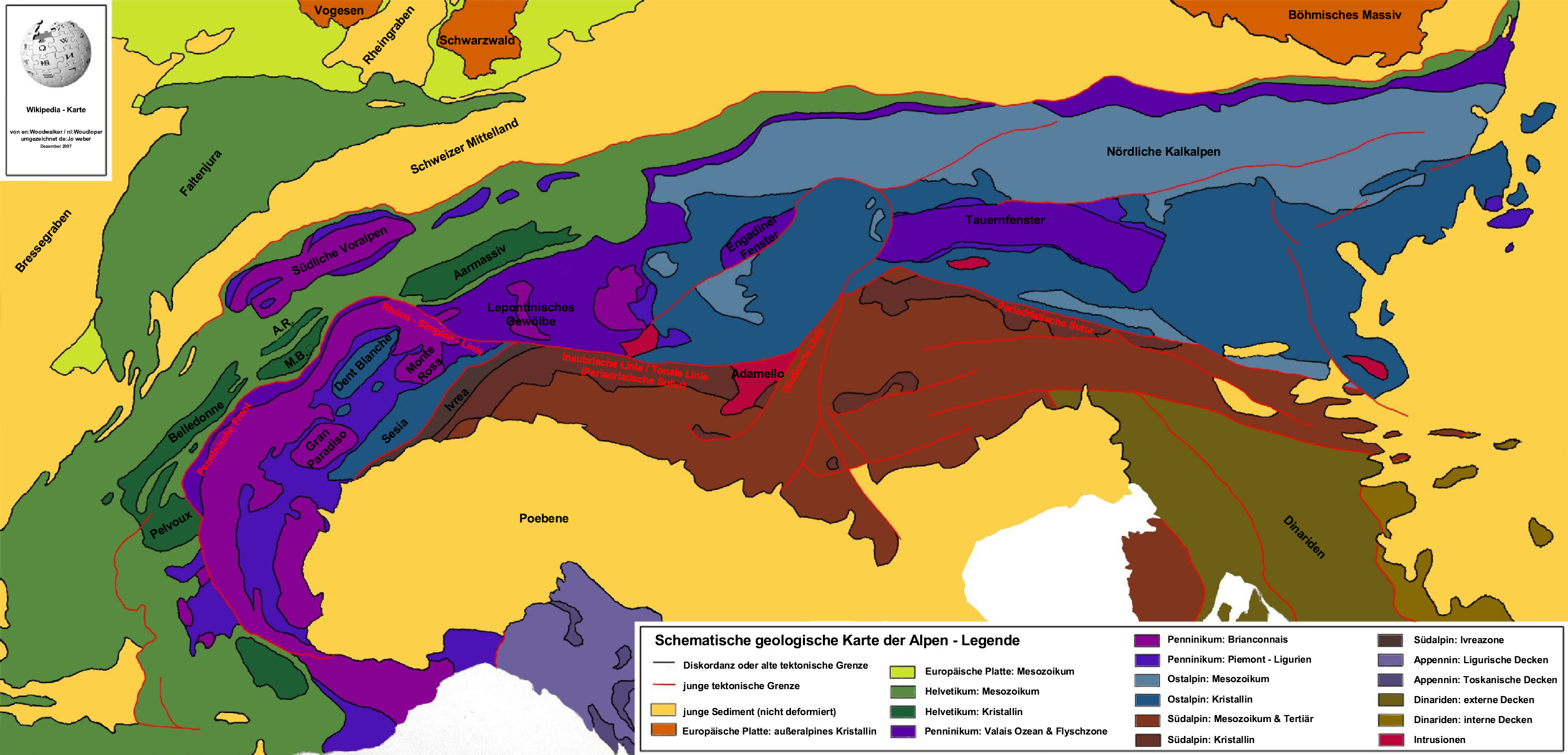
Geologische Skizze der Alpen, im rechten oberen Viertel Österreich

Von Norden nach Süden lassen sich folgende Zonen unterscheiden:

### Böhmische Masse
Die Böhmische Masse liegt größtenteils nördlich der Donau und bildet das österreichische Granit- und Gneishochland (Mühlviertel, Waldviertel). Sie besteht hauptsächlich aus Granit und Gneis und anderen magmatischen und metamorphen Gesteinen. Die Böhmische Masse stellt das älteste Gebirge des heutigen Österreichs dar; sie bildete sich im Präkambrium und Paläozoikum. Heute ist sie durch Erosion zu einem Mittelgebirge abgeflacht.

### Molassebecken
Das Molassebecken ist geologisch gesehen die jüngste Zone Österreichs. Es entstand im Tertiär und Quartär und ist damit maximal 55 Millionen Jahre alt. Es umfasst die ungefaltete Vorlandmolasse sowie die unmittelbar dem Alpenkörper vorgelagerte, verschuppte und gefaltete Subalpine Molasse oder Molassezone. Landschaftlich wird es gegliedert in den Donauraum von Ober- und Niederösterreich, das Weinviertel, das Wiener-, Grazer- und Klagenfurter Becken und das Burgenland. Das Molassebecken besteht aus Ablagerungsgesteinen (Sedimentgesteinen) von Flüssen bzw. Meeren; vor allem Ton- und Sandstein, Mergel und Konglomerat. Im Molassebecken herrschen flache, teils wellige Ebenen vor.

### Flyschzone
Die Flyschzone gehört zur penninischen Zone der Alpen. Sie zieht sich als schmaler Saum vom Wienerwald über Niederösterreich, Oberösterreich Salzburg und Bayern bis nach Vorarlberg. Entstanden ist sie in der Kreidezeit aus dem den bereits aufsteigenden Alpen vorgelagerten Meeresbecken. Hauptsächliche Bestandteile sind Mergel, Tonschiefer und Sandstein. In dieser Gegend gibt es wegen der Beschaffenheit des Bodens Probleme mit häufig vorkommenden Rutschungen, daher rührt auch der Name der Zone (schwyzerdütsch „flyschen“ heißt „fließen“).

### Nördliche Kalkalpen
Viele der bekannten Zielgebiete des sommerliche Wandertourismus liegen in den schroffen Kalkgebirgen der Nördlichen Kalkalpen: die Hohe Wand, Schneeberg und Rax, Hochschwab, Dachstein, Totes Gebirge, Tennengebirge, Hochkönig, Steinernes Meer, Watzmann, Kaisergebirge, Karwendel, Wettersteingebirge, die Lechtaler Alpen und die Allgäuer Alpen. Hauptsächlich aus Kalk und Dolomit aufgebaut, sind diese Gebirgszüge aus organischen Sedimenten wie z. B. Korallen und Muscheln in Trias und Jura entstanden und sind gute Fundstätten für Fossilien. Die Nördlichen Kalkalpen sind ursprünglich am Nordrand des zu Afrika gehörenden Mikrokontinents der Adriatischen Platte entstanden und wurden als oberostalpiner Deckenstapel bei der Alpenentstehung weit über den Südrand von Europa überschoben.

### Grauwackenzone
Die Grauwackenzone ist ein verhältnismäßig schmaler Streifen in Teilen von Niederösterreich, Steiermark, Salzburg und Tirol und besteht aus metamorphen Ton- und Sandschiefern. Diese Gesteine sind aus dem Paläozoikum und im Vergleich zu den anderen Alpengesteinen sehr alt, sie bilden die ursprüngliche Unterlage der Nördlichen Kalkalpen und gehören damit ebenso zum oberostalpinen Deckenstapel. Die meisten der Gesteine bilden eher weiche Bergformen aus und sind daher für das alpine Schifahren sehr attraktiv. Andererseits sind in der Grauwackenzone eine Reihe wertvoller mineralischer Lagerstätten bekannt (Eisenerz, Kupfer, Magnesit, …).

### Zentralalpen
Die Zentralalpen sind ein charakteristisches geologisches Element Österreichs. Sie bestehen aus Gesteinen, welche nach dem metamorphen Umwandlungsprozess durch die Faltung der Alpen an die Oberfläche gelangten. Vereinfacht gesagt handelt es sich dabei um die Gebirgsteile zwischen der Linie Semmering – Oberes Ennstal – Salzachtal – Inntal – Arlberg – Rätikon im Norden und dem Drautal im Süden. Sie gehören überwiegend zum ostalpinen Deckenstapel – mit Ausnahme einiger tektonischer Fenster. Hervorzuheben sind Gebirgsgruppen wie die Ötztaler Alpen und die Niederen Tauern.

### Tauern-, Engadiner und Rechnitzer Fenster
Bei Tauern-, Engadiner und Rechnitzer Fenster tritt eine tiefer liegende Einheit als tektonisches Fenster an die Oberfläche, welche in den restlichen Ostalpen durch andere Schichten überdeckt ist. Diese Einheit trägt den Namen Penninikum und bildet außerhalb Österreichs die Hauptmasse der Gesteine der Westalpen.

### Periadriatische Naht
Die Periadriatische Naht ist der Grenzbereich zwischen Süd- und Zentralalpen und stellt eine tiefe Grenze zwischen den Gesteinsschichten dar, welche in ihrem Verlauf der Gail und teilweise der Drau folgt. Am Ostalpenrand splittet sie auf und wendet sich wie die Save-Linie primär Richtung Slowenien – Kroatien.
Hier gibt es einige späte vulkanische Erscheinungen wie – seltene, aber durchaus heftige – Erdbeben (zum Beispiel jenes im Jahr 1348 im Friaul und Kärnten) und Thermalquellen.
Eine weitere Bruchlinie folgt grob der Ostabdachung der Alpen, erstreckt sich aber auch über das Grazer Murtal in die Mur-Mürz-Furche, und über den Semmering bis in das Thermenland (diese markiert vermutlich in etwa die Grenze der Grundgesteine des pannonischen Beckens, auf die die Alpen hier aufgeschoben sind).

### Südliche Kalkalpen
Die südlichen Kalkalpen liegen in Südkärnten und sind in Aussehen und Bestandteilen den nördlichen Kalkalpen sehr ähnlich. Sie gehören geologisch einerseits zum Ostalpin (Drauzug oder auch Gailtaler Alpen mit Lienzer Dolomiten und Dobratsch sowie der Nordrand der Karawanken), südlich der Periadriatischen Naht (Gailtal – Rosental – Eisenkappel) jedoch zum (östlichen) Südalpin. Lediglich die zum Südalpin gehörigen Karnischen Alpen sind deutlich älter und mit der Grauwackenzone vergleichbar. Alle sind jedoch ebenso wie die Nördlichen Kalkalpen ursprünglich Afrika zuzuordnen.